# Energy Ústí nad Labem
ENERGY Ústí nad Labem, a.s. je energetická společnost, která je vlastníkem kongenerační jednotky v areálu bývalého potravinářského koncernu Setuza v Ústí nad Labem. Dlouhodobý majetek společnosti je od roku 2020 zastaven ve prospěch Fio banky.
Společnost byla založena 30. září 1998, když se manažeři Setuzy v čele s nově zvoleným předsedou představenstva Janem Gottvaldem rozhodli vyčlenit energetická aktiva do samostatné firmy. 5. října 1998 byla pod názvem SETUZA energetika, a.s. zapsána do obchodního rejstříku.
V únoru 1999 Setuza svůj podíl prodala za 750 milionů korun americké společnosti Cinergy, která změnila název společnosti na CINERGETIKA Ú/L, a.s. V únoru 2005 Cinergy svůj podíl prodala slovenské finanční skupině Slavia Capital, která ho o rok později prodala společnosti PONCE a.s. Základní kapitál společnosti PONCE činí pouze 2 miliony korun. Peníze na nákup získala půjčkami ve výši 250 milionů korun od společnosti NLB Factoring a.s. (za kterou ručí Setuza, a.s.) a 191 milionů korun od samotné ENERGY Ústí nad Labem a.s. Podle Mladé fronty DNES je vlastníkem společnosti PONCE podnikatel Tomáš Pitr.
26. dubna 2013 byla od NLB Factoring odkoupena směnka za společností LKOCZ splatná 17. května 2012 avalovaná společností Via Chem Group. V dubnu 2014 Energy do insolvenčního řízení přihlásila pohledávku ze směnky znějící na částku 305 milionů korun. Energy je věřitelem společnosti Kratolia Trade.
Předsedou představenstva mateřské Elrond Holding CZ (dříve Ponce) a členem představenstva Energy je Miloš Hrubý, který od roku 2000 do roku 2005 seděl v Tomášem Pitrem v představenstvu společnosti Agrocredit.
Podle evidence skutečných majitelů byl skutečným majitelem od roku 2020 severočeský podnikatel Daniel Kraft podnikající v oblasti odpadů. Dne 6. prosince 2021 byl jako skutečný majitel zapsán Jaroslav Kříž. Dne 7. prosince 2024 byli jako skuteční majitelé zapsáni Miloš Hrubý a Jan Stiebitz.